# Artie Shaw
Artie Shaw (Arthur Jacob Arshawsky: Nueva York, 23 de mayo de 1910 - Thousand Oaks, 30 de diciembre de 2004) fue un clarinetista y director de orquesta de jazz estadounidense.

## Biografía
Nacido en el seno de una familia judía, Arthur Arshawsky se educó en New Haven (Connecticut). Allí aprendió a tocar el clarinete y el saxofón. Inició su carrera en orquestas de baile. En 1926 adoptó el seudónimo de «Artie Shaw». 
En 1929 se traslada a Nueva York, donde inicia una intensa actividad como músico de estudio. Colabora un tiempo en la orquesta de Paul Whiteman. De 1934 a 1935, abandona la música y se retira al campo para dedicarse a la literatura. 
En 1936 crea su propia orquesta, con poco éxito al principio. Sin embargo, las cosas cambian a partir de abril de 1937. Con una renovada composición de su orquesta inicia su camino hacia el éxito. En 1938 graba su primer “hit”: “Begin the Beguine” de Cole Porter. De marzo a noviembre de 1938, Billie Holiday es la cantante de la orquesta, lo que provoca algunos problemas en esas épocas de segregación racial (véase la autobiografía de la cantante: “Lady sings the blues”). La orquesta alcanza entonces su apogeo y se convierte en el principal rival del “rey del swing” Benny Goodman. Sin embargo, por segunda vez Artie Shaw se retira del mundo de la música, instalándose esta vez en México. 
En 1940, fecha en la que contrae matrimonio con la actriz Lana Turner, recompone una orquesta que de nuevo encadena los éxitos (“Frenesí”, 1940). Paralelamente, dirige una pequeña y atípica formación, los “Grammercy Five” (a veces con Johnny Guarnieri en el clavecín). Ese mismo año protagoniza la película Second Chorus, junto con Fred Astaire y Paulette Goddard; y en 1942, durante la Segunda Guerra Mundial, se alista en la Marina. Dirige una orquesta destinada a levantar la “moral de las tropas” en el Pacífico. 
De regreso a la vida civil en 1944, organiza una orquesta. esta vez de “jazz puro”, donde se puede escuchar a Roy Eldridge, Herbie Stewart, Dodo Marmarosa y Barney Kessel. Durante los años 50-60, dirige varias orquestas de envergadura y calidad variables, entre ellas una versión “modernizada” de los “Grammercy Five” (1953-1954). 
Hombre de espectáculo, poseedor de una considerable fortuna personal, coprotagonista de varios matrimonios y divorcios clamorosos (como el de Ava Gardner), un día decidió clausurar su brillante carrera musical. Fue en 1954 con 44 años.
Dos años antes había publicado su autobiografía, en la que se lamentaba de las pompas y los fastos de la vida mundana. Era un hombre célebre pero rechazaba la intromisión en su intimidad, y abominaba de la curiosidad insistente de la prensa, muy interesada en su vida sentimental turbulenta. Siendo un ídolo, abjuró de sus admiradores sin que esto le produjese ningún rechazo social ni el olvido.
El escritor Boris Vian dijo de él: "me admira que un hombre como él que gana 30.000 dólares a la semana, lo abandone todo porque tiene la impresión de que le están robando el espíritu".
Políticamente progresista, fue uno de los escasos jazzistas que tuvieron problemas con el senador McCarthy y su infausta comisión. Tras dos horas de interrogatorio en los que la prensa se cebó con él por sus amoríos morbosos, en 1955, decidió que América había terminado para él. 
Se marchó a Bagur, en Gerona, en la Costa Brava española durante cinco años, hasta que la fiebre McCarthysta se apaciguó.
A fines de los 60, abandona de nuevo la música para convertirse en productor cinematográfico y teatral. Se retira a Lakeville (Connecticut). Esporádicamente reaparece como músico (por ejemplo al frente de una gran formación en 1985, o en Londres en 1992 para dirigir su “Concierto para clarinete”. En 2004, recibe un lifetime achievement Grammy Award.
Fallece el 30 de diciembre del mismo año.
Artie Shaw tuvo también una pequeña carrera como escritor; además de su autobiografía (“The trouble with Cinderella: an outline of identity”, 1952) escribió una recopilación de novelas (“I love you, I hate you, drop dead!”, 1965). 
Shaw, brillante clarinetista, es igualmente autor de un método de clarinete (“Clarinet method: a school of modern clarinet technic”). 
También destaca como hombre de profundas convicciones siempre contrario a la segregación racial.

## Premios y distinciones
Premios Óscar
| Año  | Categoría              | Canción           | Película      | Resultado |
| ---- | ---------------------- | ----------------- | ------------- | --------- |
| 1941 | Mejor orquestación     | -                 | Second Chorus | Nominado  |
| 1941 | Mejor canción original | «Love of My Life» | Second Chorus | Nominado  |